# Додранс
 Додранс  — бронзовая монета времен Римской республики. Оценивалась в 3⁄4 асса или 9 унций. Чеканилась только в два периода:
- в 126 году до н. э. при Кассии в комбинации с бесом, другой редкой монетой достоинством в 2⁄3 асса;
- во II веке до н. э. при Марке Цецилии Метелле (консул в 115 году до н. э) в комбинации с денарием (10 ассов), а также такими монетами, как семис (1⁄2 асса), триенс (1⁄3) и квадранс (1⁄4).

На аверсе монеты изображен бюст Вулкана с лавровым венком, на реверсе — нос корабля, сверху над ним имя чеканщика, снизу — надпись Roma, сбоку стоит обозначение стоимости монеты.